# Leiopotherapon
Leiopotherapon es un género de peces de la familia Terapontidae. Fue descrito por Henry Weed Fowler en 1931.

## Especies
- Leiopotherapon aheneus (Mees, 1963)
- Leiopotherapon macrolepis (Vari, 1978)
- Leiopotherapon plumbeus (Kner, 1864)
- Leiopotherapon unicolor (Günther, 1859)